# Doraemon: Nobita và những hiệp sĩ không gian
Doraemon: Nobita và những hiệp sĩ không gian (Nhật: ドラえもん のび太の宇宙英雄記 Hepburn: Doraemon: Nobita no Supēsu Hīrōzu) hay còn gọi là Doraemon The Super Star 2015 là một bộ phim dài thứ 35 trong loạt phim điện ảnh Doraemon. Nó được phát hành tại Nhật Bản vào ngày 7 tháng 3 năm 2015. Bộ phim này kỷ niệm 35 năm của bộ anime Doraemon loạt 1979 và kỷ niệm 10 năm của bộ phim hoạt hình Doraemon loạt 2005. Bộ phim này tương tự như bộ phim thứ sáu của Doraemon là Nobita và cuộc chiến vũ trụ (1985) về chú mèo máy Doraemon dựa trên tác phẩm cùng tên của Fujiko Fujio. Được thực hiện bởi đạo diễn Osugi Yoshihiro kỉ niệm 35 năm phim chủ đề Doraemon nội dung kể về hành trình tìm kiếm người hùng trong bạn của Nobita và những người bạn tại Hành tinh Chuột Pokkuru để chống lại âm mưu xấu xa những tên hải tặc vũ trụ. Trước khi ra rạp vào ngày 7 tháng 3, năm 2015 toàn bộ nội dung được đăng tải trên tạp chí CoroCoro Comic từ tháng 12 năm 2014 đến tháng 4 năm 2015 dưới hình thức là tranh truyện và có những yếu tố được cải biên khác so với phim. Ca khúc mở đầu là "Yume wo Kanaete Doraemon" (夢をかなえてドラえもん Có Doraemon, giấc mơ thành hiện thực) do Mizuta Wasabi, Ohara Megumi, Kakazu Yumi, Seki Tomokazu, Kimura Subaru trình bày, ca khúc kết thúc là "360°" do Miwa trình bày; lồng trong phim là "Yume wo Kanaete Doraemon" và "Miracle Ginga Boueitai" (ミラクル銀河防衛隊のテーマ dịch: Nhạc hiệu của Vệ binh Dải Ngân Hà kỳ diệu) do Suginami Children Chorus trình bày. Tại Việt Nam phim khởi chiếu từ ngày 26 tháng 6 năm 2015 tại các rạpvới hai định dạng: phụ đề và lồng tiếng Việt. Phần lồng tiếng Việt được thực hiện bởi đội ngũ diễn viên lồng tiếng kênh HTV3 (Công ty Cổ phần Truyền thông Thanh Thiếu Nhi).
Vào ngày 14 tháng 1 năm 2018 bộ phim được phát sóng lại trên kênh truyền hình HTV3 - DreamsTV.
Trò chơi điện tử, sách và một số sản phẩm liên quan cũng đã được ra mắt khán giả trước khi phim chính thức ra mắt.

## Nội dung
Một ngày nọ, Suneo, Jaian và Shizuka quyết định làm một bộ phim về anh hùng vũ trụ dựa theo bộ phim Vệ binh dải Ngân Hà kì diệu hiện đang ăn khách hiện tại. Vì bị cho đóng vai quái thú nên Nobita về nhờ Doraemon làm bộ phim riêng cho mình nhưng cậu lại hợp tác với nhóm Suneo. Với món bản bối Đạo diễn Burger, cả nhóm bạn mới có thể tự do tha hồ hóa thân vào những anh hùng vũ trụ. Trong khi đó, vì tưởng nhóm bạn là những anh hùng thật nên một người ngoài hành tinh đến cầu cứu nhóm bạn và họ đồng ý theo người đó. Trên tàu vũ trụ, người ngoài hành tinh đó chính là Aron, cảnh sát trưởng của hành tinh Pokkoru toàn chuột, đã may mắn thoát khỏi sự truy đuổi của nhân viên bảo vệ của khu giải trí Space Land (những tên hải tặc vũ trụ mạo danh) trong khi cậu theo dõi và điều tra khu giải trí này. Đến khi tới nơi, mọi người bị bọn chúng phát hiện nhưng nhóm bạn cứ nghĩ đó chỉ là cảnh trong phim. Đến khi bị tấn công hai ba lần thì nhóm bạn mới biết đây là thật. Sau vài phút thẫn thờ, nhóm bạn liều mình giải vây cho Aron và theo cậu về nơi trú ẩn bí mật của mình. Tại đây, cậu cho nhóm bạn biết kế hoạch của bọn chúng sẽ được thực hiện trong hai ngày nữa, tức ngày khai trương khu giải trí Space Land.
Sáng hôm sau, Aron cùng nhóm bạn thám thính cả hành tinh Pokkoru. Trong khi Aron cố gắng cảnh báo cho nghị viên và dân chúng để cảnh giác nhưng không ai tin thì Nobita phát hiện một tên lâu la của bọn hải tặc vũ trụ nên cậu đẩy hắn ra xa rồi bị ngã và làm rơi ngôi sao người hùng xuống giếng. May mắn là Aron tìm ra Nobita nhờ sợi dây chỉ mà Nobita để lại và vô tình biết được hoạt động trá hình của Space Land chính là kế hoạch hút năng lượng của hành tinh để bắn hạ ngôi sao Arumasu (ngôi sao mang ánh sáng giống Mặt Trời). Tuy nhiên, Aron và Nobita bị Meba phát hiện và đem giam giữ chung với Jaian và Suneo đã bị Ogon bắt trước đó không lâu. Doraemon và Shizuka vừa thấy ngôi sao của Nobita trôi về phía mình, thấy có chuyện chẳng lành với mọi người nên họ xuống giải cứu cho những người bạn còn lại. Dù được giải cứu thành công nhưng Shizuka bị Haido tóm làm con tin hòng ép nhóm bạn đầu hàng chúng. May mắn là nhóm bạn nhanh chóng thoát khỏi đó khi Burger tạo ảnh ảo để đánh lừa Haido. Tuy nhiên, khi vừa về đến nơi trú ẩn, nhóm bạn bắt đầu chia rẽ và Aron thất vọng khi biết được sự thật về những anh hùng mà cậu hi vọng nhưng nhóm bạn vẫn quyết định giúp đỡ Aron cứu hành tinh Pokkoru.
Gần đến giờ khai trương khu giải trí, Aron cùng nhóm bạn tiến thẳng đến tháp Space (thực ra là bệ phóng năng lượng phóng xạ lên ngôi sao Arumasu) trong khi cư dân Pokkoru không hề hay biết hiểm họa đang rình rập. Cả nhóm bạn không ngờ bọn hải tặc vũ trụ đã biết được kế hoạch nên Meba và Ogon ra chặn đánh nhóm bạn trong khi Haido đang ở tầng hầm dưới chân tháp nhưng cả nhóm nhanh chóng đánh bại Meba và Ogon. Thừa thắng, nhóm bạn kéo xuống tầng hầm và vô tình dụ Haido ra ngoài để tiêu diệt hắn, còn Nobita thì vô tình lọt vào bên trong con tàu của bọn hải tặc nhờ thắt lưng của Meba rơi vào người cậu, cậu đối đầu với tên đầu sỏ Ikarosu và biết được những âm mưu trên là của hắn. Dù bị đánh bại khi có một mình nhưng vì hắn quá yếu (do không có năng lượng từ than chì - thành phần chính của ngôi sao Arumasu) nên Nobita mới phát huy toàn bộ sức mạnh thật sự của cậu để tiêu diệt Ikarosu nhưng hắn chưa chết. Sau khi biết được bí mật trên, nhóm bạn quay lại con tàu để vô hiệu hóa bệ phóng nhưng quá muộn vì IKarosu đã kích hoạt nó. May mắn là nhóm bạn đã ngăn được vụ nổ của ngôi sao Arumasu sau khi tiêu diệt hẳn Ikarosu và dùng Burger tua ngược lại thời điểm hành tinh Pokkoru chưa bị hút năng lượng để khôi phục ngôi sao sự sống của hành tinh này. Hành tinh Pokkoru thoát khỏi nạn diệt vong và cư dân dần tỉnh ngộ trước lời cảnh báo của Aron.
Câu chuyện kết thúc với thông điệp "Hãy cùng bảo vệ nụ cười này...".

## Sản xuất và doanh thu

### Sản xuất
| Nhân vật        | Diễn viên lồng tiếng | Diễn viên lồng tiếng  |
| Nhân vật        | Nhật Bản             | Việt Nam              |
| --------------- | -------------------- | --------------------- |
| Doraemon        | Mizuta Wasabi        | Nguyễn Thụy Thùy Tiên |
| Nobita          | Ohara Megumi         | Đặng Hoàng Khuyết     |
| Shizuka         | Kakazu Yumi          | Lưu Ái Phương         |
| Jaian           | Kimura Subaru        | Huỳnh Thiện Trung     |
| Suneo           | Seki Tomokazu        | Thái Văn Minh Vũ      |
| Aron            | Inoue Marina         | Nguyễn Kim Anh        |
| Đạo diễn Burger | Noto Mamiko          | Nguyễn Quang Tuyên    |
| Haido           | Tanaka Yuji          | Tạ Bá Nghị            |
| Meba            | Mizuki Arisa         | Phan Thị Kim Phước    |
| Ikarosu         | Ichimura Masachika   | Tất My Ly             |
| Ogon            | Furukawa Yuron       | Trần Vũ               |
| Thư ký          | Kobushi Nobiyuki     | Lê Nguyễn Tuấn Anh    |
| Ông lão         | Nobuaki Sekine       | Hồ Chơn Nhơn          |
| Nghị viên       | Motoyume Kiyokawa    | Đặng Hạnh Phúc        |
| Mẹ của Nobita   | Mitsuishi Kotono     | Võ Ngọc Quyên         |
| Mẹ của Jaian    | Takeuchi Miyako      | Nguyễn Kiều Oanh      |

Phim được tiết lộ trên tạp chí tháng Coro Coro Comics của Shogakukan vào ngày 9 tháng 7 năm 2014 . Trailer đầu tiên phim được công bố vào ngày 17 tháng 7 năm 2014 . Phim do Osugi Yoshihiro làm đạo diễn và cốt truyện, kịch bản do Shimizu Higashi phụ trách, Maruyama Koichi thiết kế nhân vật, đạo diễn đồ họa là Toru Minatani còn
Masuda Hirofumi, Hata Hiromi, Maruyama Kochi,
Miwa Osamu, Nishimura Takayo, Tsuchiya Yuta
cùng với đạo diễn hình ảnh Suehiro Takashi. Phim được sản xuất bởi Saito Atsushi, Ono Hitoshi,
Kawakita Momoko, Sawabe Nobumasa,Tsurusaki Rika, Ōgane Shūichi với nhóm sản xuất chính là Kikuchi Hiroyuki, Saito Mitsuru, Okura Shunsuke, Masuko Sojiro cùng Yokoyama Yukie là trợ lý sản xuất .Bộ phim kỉ niệm 35 năm phim chủ đề Doraemon. Đây là bộ phim thứ hai chỉ sau Doraemon: Nobita và viện bảo tàng bảo bối. Doraemon đã trở thành một anh hùng thực sự để chống lại những tên cướp biển vũ trụ
Đạo diễn Osugi từng nói Hãy nói nghiêm túc với việc làm phim, tôi nghĩ tôi sẽ cố gắng hoàn thành phim một cách tốt đẹp, cười lên mọi điều sẽ ổn thôi. Thêm vào đó Đây không phải là một cuộc chiến quá tàn khốc, anime và manga ban đầu là dành cho thiếu nhi, nó sẽ giúp bạn trở về thời còn là thiếu nhi.

### Doanh thu
Phim được công chiếu ở 365 cụm rạp, trong hai ngày đầu công chiếu (ngày 7 và 8 tháng 3 năm 2015) phim đạt doanh thu 644 triệu yên cho 557 nghìn lượt vé tại Nhật Bản đứng vị trí số một bảng xếp hạng phòng vé . Theo một cuộc khảo sát của PIA về mức độ hài lòng của khán giả về phim thì phim đứng vị trí số một với 90.7 điểm. trong 16 ngày tiếp theo phim thu về 1,7 tỉ Yên. Ngày thứ 37 phim bán 3.286.028 lượt vé nâng doanh thu phin lên thành 3.675.252.050 Yên. Vượt qua doanh thu "Nobita và hòn đảo kỳ diệu - Hành trình muông thú" (Năm 2012, doanh thu 3.62 tỉ Yên) xếp thứ hai chỉ sau "Nobita và viện bảo tàng bảo bối". Tiếp theo đó vào ngày 26 tháng 5 Yoshida Shinichi giám đốc đài TV Asahi trong cuộc họp đã thông báo phim đã huy động thêm 3.465.800 người xem đem về tổng doanh thu là 3.858 tỉ Yên (tương đương 35,2 triệu đô la Mỹ). Doanh thu cuối cùng mang về của phim là 3,93 tỉ Yên 

## Nhạc nền
| STT | Nhan đề                                                                                             | Thời lượng |
| --- | --------------------------------------------------------------------------------------------------- | ---------- |
| 1.  | "Hyōryū Suru Uchūsen" (漂流する宇宙船)                                                              | 1:13       |
| 2.  | "Hero Nobi, Shizūka hime o Tasuke ni Sanjō!" (ヒーローノビ、シズーカ姫を助けに参上!)                | 1:02       |
| 3.  | "Holiday Eiga Gekijō no Theme ~ Eiga o Tsukurou!" (ホリデー映画劇場のテーマ~映画を作ろう!)          | 1:01       |
| 4.  | "Shizukachan Dai Henshin!" (しずかちゃん大変身!)                                                    | 1:34       |
| 5.  | "Burger Kantoku wa Kimuzukashī" (バーガー監督は気むずかしい)                                        | 1:12       |
| 6.  | "Nobigon VS Jaian" (ノビゴンVSジャイアン)                                                           | 0:52       |
| 7.  | "Great Jaian Special" (グレート・ジャイアンスペシャル)                                              | 0:23       |
| 8.  | "Miracle Ginga Bōei-tai ni Narou!" (ミラクル銀河防衛隊になろう!)                                    | 0:28       |
| 9.  | "Burger Kantoku no Mahō" (バーガー監督の魔法)                                                       | 0:46       |
| 10. | "Kaijū o Yattsukero!" (怪獣をやっつけろ!)                                                           | 2:15       |
| 11. | "Heiwana Pokkuru-Boshi ~ Space Partner-sha no Inbō" (平和なポックル星~スペース・パートナー社の陰謀) | 2:14       |
| 12. | "Shōwakusei no Chase" (小惑星のチェイス)                                                            | 1:06       |
| 13. | "Himitsu Ki Tchi ni Kakureyou" (ひみつ木っちにかくれよう)                                           | 1:02       |
| 14. | "Nobita to Aron" (のび太とアロン)                                                                   | 1:26       |
| 15. | "Miracle Ginga Bōei-tai no Theme (Instrumental)" (ミラクル銀河防衛隊のテーマ (Instrumental))        | 2:10       |
| 16. | "Kaien no Ceremony" (開演のセレモニー)                                                              | 1:26       |
| 17. | "Ōgon, Nēba to Notatakai" (オーゴン、ネーバとの戦い)                                                | 2:08       |
| 18. | "Tasuke ni Kita Doraemon" (助けにきたドラえもん)                                                    | 1:21       |
| 19. | "Shizumi Yuku Arumasu ni Omoi o Yosete" (沈みゆくアルマスに想いをよせて)                            | 1:23       |
| 20. | "Ikārosu Tōjō" (イカーロス登場)                                                                     | 1:19       |
| 21. | "Hageshī Kōgeki" (激しい攻撃)                                                                       | 1:02       |
| 22. | "Onsen Beam to Mugen Binta" (温泉ビームと無限ビンタ)                                                | 1:33       |
| 23. | "Nobita no Hangeki" (のび太の反撃)                                                                  | 1:31       |
| 24. | "Arumasu no Pinchi!" (アルマスのピンチ!)                                                            | 1:26       |
| 25. | "Yume wo Kanaete Doraemon" (夢をかなえてドラえもん)                                                 | 1:10       |
| 26. | "Sayonara Pokkuru Hoshi" (さよならポックル星)                                                       | 1:02       |
| 27. | "Akichi Nite" (空き地にて)                                                                          | 0:28       |

## Chuyển thể
Quyển sách hình vui nhộn về bộ phim đã được Shogakukan phát hành vào ngày 28 tháng 2 năm 2015. Một trò chơi mang tên Game Nobita no Space Heroes (ゲームドラえもん のび太の宇宙英雄記) do Nintendo 3DS phát hành vào ngày 5 tháng 3 năm 2015 được chuyển thể từ phim. Vào ngày 28 tháng 4 năm 2015 phiên bản truyện tranh của phim được Shogakukan ấn hành.
Trong phiên bản này một số chi tiết khác so với bản điện ảnh (VD: Trong manga Doraemon ban đầu rất sợ Aron vì cậu là chuột còn trong bản điện ảnh thì không).

### DORAEMON BLUE PROJECT
Dora ☆ Đội cổ vũ 10 thành viên bao gồm Tamao Akae, Oda Nobunari, Sasaki Nozomi, SHELLY, Takahashi Shigeo (Savannah), Tsujimura Mizuki, Hata Motohiro, Mizobata Junpei, Miwa, Muto Yoshinori được hình thành. Đoạn phim phỏng vấn và hình minh họa chữ ký "Doraemon" được xuất bản.

### Liên hoan phim Doraemon 2015
Lễ kỉ niệm 35 phim điện ảnh Doraemon Liên hoan phim Doraemon 2015 diễn ra từ ngày 31 tháng 1 đến ngày 6 tháng 3 năm 2015 được tổ chức tại Jinbōchō Theater với những tập phim điện ảnh từ "Chú khủng long của Nobita"（Năm 1980）cho đến "Tân Nobita thám hiểm vùng đất mới"（Năm 2014). Một chương trình trò chuyện giữa Mizuta Wasabi vai Doraemon vàOhara Megumi vai Nobita đã diễn ra trong buổi lễ. Ngoài ra còn có sự xuất hiện đặc biệt của Ohara Noriko và Michiko Nomura - người từng lồng tiếng Nobita và Shizuka loạt phim Doraemon 1979.

### Doraemon Café
"EIGA DORAEMON×TOWER RECORDS CAFE" được tổ chức trên tầng hai của Tower Records Shibuya với sự hợp tác của nhãn hàng cà phê "TOWER RECORDS CAFE Shibuya" bán có hạn từ ngày 17 tháng 2 năm 2015 cho đến ngày 13 tháng 3. Ngoài việc cung cấp và bán các hóa đơn có hạn ở các cửa hàng còn trang trí thêm hình minh họa 35 năm phim chủ đề Doraemon.

### Truyện tranh
Nobita và những hiệp sĩ không gian (Nhật: ドラえもん のび太の宇宙英雄記 Hepburn: Doraemon: Nobita no Uchuu Eiyuuki) ban đầu là những chương truyện được Mugiwara Shintaro đăng trên tạp chí CoroCoro Comic từ tháng 12 năm 2014 đến tháng 5 năm 2015. Vào ngày 28 tháng 4 năm 2014 phiên bản bìa thường của truyện được Tentōmushi Comics Special phát hành.

Bìa truyện Nobita và những hiệp sĩ không gian

Truyện được chuyển thể từ phim cùng tên được Toho phát hành vào ngày 5 tháng 3 năm 2015. Một số tình tiết không có trong phim được thêm vào để tác phẩm hợp lý như tại sao Aron là chuột nhưng Doraemon không sợ hoặc cảnh Aron trốn trong cái bao xào quyệt Ikarosu bị phát hiện,....
Truyện cũng được Nhà xuất bản Kim Đồng biên dịch tiếng Việt với tựa đề Nobita và những hiệp sĩ không gian - Vũ trụ anh hùng ký.